# Louis de Gorrevod de Challand
Louis de Gorrevod de Challand (Bourg-en-Bresse, 1473 – Saint-Jean-de-Maurienne, 22 aprile 1535) è stato un cardinale e vescovo cattolico italiano.

## Biografia
Figlio di Jean de Gorrevod e di Jeanne de Loriol-Challes, nacque nel 1473. Fu protonotario apostolico ed elemosiniere del duca di Savoia. Nel gennaio del 1499 divenne canonico del capitolo della cattedrale di Ginevra. Il 9 agosto del medesimo anno fu eletto vescovo di San Giovanni di Moriana. Tra il 1512 e il 1517 fu ambasciatore dei Savoia presso il Concilio Lateranense V. Nel 1515 fu istituita la diocesi di Bourg, della quale fu il primo vescovo.
Papa Clemente VII lo elevò al rango di cardinale nel concistoro del 9 marzo 1530. Nel 1532 rinunciò alla sua sede episcopale di San Giovanni di Moriana in favore del nipote Jean-Philibert de Loriol de Châles.
Non partecipò al conclave del 1534 che elesse papa Paolo III.
Morì il 22 aprile 1535.